# Myspace
Myspace（マイスペース）は、世界中に会員が存在する音楽・エンターテインメントを中心としたソーシャル・ネットワーキング・サービスである。会員に対し、個々のプロフィールページ、ブログ、共通の話題を持つユーザと交流するグループ、音声ファイルや画像ファイルの公開、会員間でのメールの送受信など会員同士の親交を広げるサービスを提供している。運営側の会社はアメリカ合衆国のカリフォルニア州ビバリーヒルズにあり、親会社本社とバックアップサーバはニューヨークに置かれている。

## 創業
2003年に創業され、世界規模のユーザーに利用された最初のソーシャル・ネットワーキング・サービスであり、音楽・大衆文化・技術などに多大な影響を与え、社会現象となった。設立直後のYouTubeがMySpaceユーザー間で人気になるなど、後発のサービスの認知と普及に死活的な役割を果たし、MySpaceで動くソーシャルゲームを開発したZynga、MySpaceで動くウィジェットを開発したRockYou、MySpaceでの写真共有に広く使われたPhotobucketなどがMySpaceの恩恵に浴した。2005年から2009年にかけては世界最大のソーシャル・ネットワーキング・サービスであった。
2008年4月の絶頂期にはMySpaceは月間1億1500万のビジター数を記録したが、このころ、後発のソーシャル・ネットワーキング・サービスであるFacebookが全世界のユーザー数ではMyspaceを抜いて首位に立った。2009年5月にはアメリカ合衆国内のユニークビジター数でもMySpaceはFacebookに逆転された。それ以後、MySpaceは何度もサイトデザインを変更したがユーザー数は落ち続けている。2019年の月間ビジター数は700万まで低下している。

## 概要・現状
ソーシャル・ネットワーキング・サービス（SNS）と呼ばれるウェブサイトに属するものである。当初は主に10代の音楽マニアがコアユーザーとなっていたが、次第に20代をはじめ30代・40代の利用者も増加した。
2005年7月、『タイムズ』やフォックス放送を擁する、ルパート・マードック率いるニューズ・コープはMySpaceの一部株式を持つ親会社を5億8000万ドルで取得している。フォックス放送の放送した番組本編や予告などがビデオアップロードサービス、MySpace Videoに提供され提携を進めるとした。
2006年8月9日、アカウント数は1億を突破し、2008年5月10日現在で2億320万人分のアカウントがあることが発表された。後発のFacebookに抜かれるまで英語圏では最も巨大で人気のあるSNS型サイトだった。
2006年にはGoogleと包括的な広告掲載契約を結び、年間9億ドルを4年間に渡って受け取れることとなった。しかしその後ページビューは伸び悩み、2011年にこの契約期間が満了し更新は行われないこととなった。
2011年1月11日、売り上げ減少に備えるためにマイスペースは従業員の47%を人員整理すると発表した。同年6月には、ニューズ・コーポレーションからスペシフィック・メディアに売却された。

### 日本での展開
日本では運営会社エフ・アイ・エム・インターナショナルB.V.（ニューズ・コーポレーショングループ）とソフトバンクが提携し、運営会社「マイスペース株式会社」を2006年11月中に設立することが発表された。これに先立ってMySpace日本語版（マイスペース・ジャパン）のβ版サービスを2006年11月7日から開始した。2007年春からパソコン向け正式サービスを開始し携帯電話向けサービスも展開している。
また、日本では既存メディアとのメディアミックスも積極的に行われている。
2008年9月8日からMySpaceを使用したラジオ番組『銀河に吠えろ!宇宙GメンTAKUYA』（ニッポン放送他21局ネット）が開始された。
2009年4月3日からJ-WAVEがMySpaceと連動したラジオ番組『RADIO×SPIDER』の放送を開始。
2009年5月からは東京ニュース通信社と共に月刊誌『MySpace from JP.』の創刊が決定し、創刊準備号が2009年3月に発行となった。
さらに2009年10月9日にはMySpace、『RADIO×SPIDER』、『MySpace From JP.』の3者共同によるレコードレーベル「SPIDER RECORDS（スパイダー・レコード）」の発足が発表され、第一段アーティストとしてNICCO（ニコ）が選ばれた。
また、同じ2009年春には、歌手・宇多田ヒカルの当時の海外活動名である「Utada」とコラボレートし、カラオケコンテストを開催。宇多田の曲を歌ってMySpaceカラオケに投稿すると、宇多田本人により審査され（宇多田は最終審査のみ）、優勝者は宇多田とのカラオケパーティーに参加できるというもの。このコンテストは日米で開催され、日米優勝者と宇多田によるカラオケパーティーが開催された。この様子は、前述の月刊誌『MySpace from JP.』の巻頭にも大きく掲載された。
2010年9月30日（※NTTドコモ基準・auは9月3日・ソフトバンクは9月2日）をもって、日本版MySpaceモバイルのサービスを終了し、全世界（米国版）MySpaceモバイルへ移行。これに先駆けて、各キャリア公式サイトからの削除及びMySpaceモバイルのEMAへの審査更新を受けなかった（※認定当時のEMA認定番号：01200056(01)、有効期限は2010年8月末）。

## コンテンツ
招待制をとっておらず誰でも登録してアカウントを作りプロフィールを公開することができる。プロフィールは会員でなくても閲覧が可能である（ユーザの方で閲覧に制限をかけることもある）。会員の種類として「ユーザ」と「アーティスト」がある。
アーティストは音声ファイルの公開、登録内容においてユーザと若干の差がある。

### プロフィールとフレンド
（いわゆる一般的な友人に対し、MySpaceのシステムにおける友人をここではフレンドという。他、MySpace 日本語版では翻訳されていない英語は基本的にカタカナで表記した）
各人のプロフィールでは、さまざまな項目を任意で公開することができる。自己紹介欄としては『自己紹介（About Me）』および『フレンドになりたい人（Who I'd Like to Meet）』という項目が設定されている。プロフィールにはさらに多くの関心事についてのセクション、例えば音楽、テレビ、本、映画、あるいは人種、婚姻、外観、収入などの個人的な情報を載せることもできる。
また、ブログで記事を書くと、プロフィールに記事の見出しが追加される。ブログの公開方法は「全体」「自分のみ」「フレンドのみ」「プライベートリスト（特別なフレンド）」の4種類から選択可能。なお、この公開方法は各記事ごとに選択できる。
また、それぞれの項目に大きさ、枚数を問わず画像を貼り付けることも可能である。さらにMySpace Videoの稼動によりビデオもアップロードできるようになった。
会員同士の交流は（他のユーザには非公開の）メッセージの送受信、プロフィールに文面や画像が載るコメント、フレンド全員にメッセージを送る「お知らせ（Bulletin）」などでできる。特に仲良くなりたい、もしくは既に交友関係のあるユーザとは「フレンド」になることができる。相手のユーザのページからフレンドのリクエストを出すことでその意志を明らかにできる。申請が許可されればお互いのフレンドのページに名前と顔写真（とされるメイン画像）が加わる。フレンドの中でもユーザが特に選んだ者の名前と画像がプロフィールのメインページに掲載される（人数はある程度任意で設定可能である）。さらにユーザーの友人全員のリストへのリンクも下に掲載される。ユーザのフレンドの増加や、交友関係の変化によってプロフィールのフレンドは活発に入れ替わることになる。主にページの下部に置かれる「コメント」欄は、ユーザのフレンドが文章や画像を残せる掲示板であり、誰でも見ることができる。これらの機能は、自身がログインした上でのホームページや他の人のプロフィールページにあるリンクから利用することができる。

### 編集
プロフィールのレイアウトをかなり自由にカスタマイズできることはMySpaceの大きな特徴であった。個人に関する最低限の情報の公開と、多彩な自己主張を同時に実現していた。2013年までのMyspaceは以下の特徴を有していた。
プロフィールをカスタマイズするにあたり、まず最初に行うことは自分の写真や自作の絵などの画像をアップロードすることである。画像の一つをデフォルト表示に選択し、「顔写真」のような個人を象徴するメイン画像に設定する。プロフィールのレイアウトは、他のウェブサイトにあるエディタによって自由に変えることができる。HTMLやCSSを知っていれば、枠や文字の色、背景、前景、テーブルのスタイル、スクロールバーの形や色なども好みに応じて変えられる。プロフィールのページに音楽を加えられるが、これはアーティストのページを訪問してMySpaceのミュージックプレーヤーから曲を選択するか、カスタマイズしたミュージックプレーヤーを使うかメディアファイルをページ内に埋め込むかすることで可能になる。プロフィールを構成する基本的な要素の有無もユーザの自由である。フレンドを全員プロフィールに表示するように変えられたり、ある部分を隠したりすることができる。ユーザの個性と、主に使用する画像によって千差万別、個性豊かなプロフィールが存在する。
こうしたレイアウトのほぼ完全な自由さは、2013年まではしばしばユーザのアクセシビリティ（利用可能度）で問題を起こしていた。
2013年6月には、完全にレイアウトを一新し、縦スクロールではなく横スクロールを採用しアップロードできる容量を増加させている。これは3度目のリニューアルであった。

## 影響

### 音楽業界への影響
MySpaceへの参加に当たって「アーティスト」として登録すれば、自分たちのプロフィールのページに自作曲のMP3ファイルを最大10曲まで公開することができる。MySpaceには多くのプロ、インディーズ、アマチュアのミュージシャンらが登録している。ファンと交流したり曲を発表したりする本拠地となっており、多くの若い音楽ファンが好きなミュージシャン本人やそのファンと交流を深めるためにMySpaceに登録している。これがMySpaceが先行するソーシャル・ネットワーキング・サービスを凌ぐ会員数を獲得できた原動力である。ミュージシャンのアップロードした曲はユーザのプロフィールにもアップロードできるため、人気のある曲はそこかしこで公開されることになる。
MySpaceはアメリカの音楽業界に強い影響力を持っている。メジャーまたはインディーズレーベル各社のミュージシャン、社員、エンジニア、ラジオDJらがアカウントを運営し人脈を広げている。MySpaceを調査すれば、こうしたミュージシャンたちのファンや、登録者の音楽的嗜好を確実に把握できる。そのためこのサイトを使ったメールや広告は音楽マーケティングの重要な手段となりつつある。同様にプロアマの映像作家やコメディアンたちも自分たちの作品をアップロードしている（例えばアイスランド出身のロック・バンド、シガー・ロスのページ： ）。

### ティーンエイジャーへの影響
MySpaceは2000年代後半の英語圏におけるティーンエイジャー文化の最も影響力のある存在と化している。そこでは同じミュージシャンや同じ俳優が好きな人同士が語り合うコミュニティが形成され、ファン同士での友人関係の発展などがある一方で、一種の出会い系サイトにもなっている。また同じ学校の学生同士でもMySpace を使った会話や友人作りが活発になっている。しかし、アメリカやイギリスの多くの学校では「学生同士のゴシップや悪意のあるコメントの温床である」として学内からのMySpace接続を禁止するところが出始め、一部の私立学校では自室からのアクセスも禁止しようとしている。またある大学は、学内のインターネット帯域の40%がMySpace接続のために使われたとして大学からのアクセスを禁止した。2000年代末以降はFacebookに大きく水をあけられ、急速にユーザーを減らしている。

## 歴史

### オンラインストレージサービス Myspace.com 1998-2001
現在見るようなソーシャル・ネットワーキング・サービスMySpace.com以前、myspace.comはオンラインストレージサービスだった。これは、SNSのMySpaceとは異なる、アメリカのサンフランシスコの企業が1998年に取得し運用を開始していたサービスである。インターネットのドメイン名は大文字小文字は問わない。商標、ブランド名とはこの扱いが大きく異なる。このサービスブランド名はMyspaceという（.comはブランド名に含めずspaceのsは小文字）ブランド名だった。このサービスは登録無料で、ユーザーは開始時には少ない容量のスペースを割り当てられ、新しいユーザーを紹介するごとに使える容量が増加するという仕組みであり、ストレージサービスにソーシャル・ネットワーキング・サービスを付加したサービスを提供していた。
このサービスは主にレスポンスの遅さからユーザー使用は伸びず、そのため収入が伸び悩んだ。2001年にサービスは終了。終了発表は2001年5月31日。発表では「ユーザーは金曜日まではデータを取り出す猶予がある」とされたが、その金曜日とは発表の翌日であった。ほとんどのユーザーがデータを取り出す以前にサイトは閉鎖されてしまった。その上、ユーザーの全情報は（どこに？）売却されてしまった。アメリカでインターネット・バブルがはじけIT不況となった真っ只中であり、また、ストレージサービスの多くが違法なファイル共有に使用されて訴訟対象となっていた。オンラインストレージサービスの企業はこの年、Driveway、FreeDriveと相次いでサービスを終了していた。FreeDriveはファイル共有が著作権侵害に当たると裁判所に申し立てられている最中のことだった。（ただしFreeDriveはサービス終了後もユーザーがデータを取り戻すためのアクセス権は残していた）。
Friendster、LinkedIn、MySpace、Facebookといったソーシャル・ネットワーキング・サービスは2002年以降である。Friendsterが2002年に最初に始まった。LinkedInとMySpaceが2003年にサービスを開始した。Facebookは2004年にハーバード大学内のコミュニティ用途として始まったのは有名である。

### MySpaceの創業
現在のMySpaceのサービスは、2003年7月にカリフォルニア大学バークレー校とカリフォルニア大学ロサンゼルス校（UCLA）の卒業生だった現社長トム・アンダーソン（Tom Anderson）、南カリフォルニア大学経営大学院（USC's Marshall School of Business）出身で現CEOのクリス・デウォルフ（Chris DeWolfe）、ほかプログラマー数名が創立した。
MySpaceの創業者たちは、アメリカの若者文化の中で大きな比重を占める音楽を中心にすえ、その周りに集まるユーザーをはまらせるコミュニティ作りを工夫してきた。またサイトの維持・支援集めのために、これまで多くのパーティーを全米各地、例えばハリウッド、ジャクソンビル、マイアミ、オーランド、ニューヨーク、シカゴ、ボストン、サンフランシスコ、シアトル、ハワイなどで開催し、現地のバンドやミュージシャンなどにMySpace にページを作ってもらうよう勧誘してきた。

### ニューズ・コーポレーション傘下に
MySpace社は部分的にIntermix Media社が所有しているが、この会社は2005年7月にニューズ・コープに5億8000万ドルで買収されその傘下となっている。それゆえ、MySpace も間接的にニューズ・コーポレーションの傘下企業である。2006年1月、ニューズはイギリス版MySpace を立ち上げ、UKの音楽シーンに入り込む計画を明らかにした。以後、MySpace はgoogle 同様、グローバル版（アメリカ版と同じ）、英国、アイルランド、オーストラリアをはじめ、フランスやドイツなど異なった国に対するローカル版を立ち上げた。

### 売却
ニューズの傘下になったことは、一方では豊富な資金を手にすることを意味したが、他方では企業文化の違いによる組織の迷走をもたらした。2011年6月、伸び悩むMyspace はニューズ・コーポレーションからスペシフィック・メディアに売却された。
Facebookの世界的な隆盛に伴い、他のSNSはニッチな存在にならざるを得ず、Friendsterはインドネシアで主に使われ、MySpaceはミュージシャン用途でかろうじて生き残っている。

## トラブル

### 個人情報と人間関係
MySpaceが拡大し、しかも低年齢層が多く登録しているため多くのトラブルが起こっている。たとえば情報の保全を意識していない中学生が、自分の顔写真だけでなく自宅の電話番号や住所まで載せてしまうこともあるため、これらの情報が犯罪者の手に渡ることが危惧されている。MySpace管理側は14歳未満の加入を禁じ、14歳や15歳の利用者のプロフィールはすべてプライベートモードにするなどの処置を講じ、子供たちに情報管理の大切さを説く広告を掲載している。また16歳以下のユーザのプロフィールを全部見たりメッセージを出したりできるのは、そのユーザのフレンドに限られる。
一方登録に当たって、本当の年齢を入力する必要や確認する手段はないため、年齢を高く偽って加入する子供たちが絶えない。また年齢を低く偽ることで自分のページをプライベート・モードにしようとする者や、あるいはローティーンのふりをして会員になって10代の友人を作り、実際に会って性的ないたずらをしようという変質者が後を絶たない。これら年齢詐称はソーシャル・ネットワーク・サービスの目的を損なう詐欺行為であるとして、当該プロフィールは発見され次第削除されている。
2006年6月には、19歳の男性ユーザに暴行を受けた14歳のユーザの少女がMySpaceとニューズコーポレーションに対し3000万ドルの損害賠償を求める裁判を起こした。また同じ月には16歳のアメリカの少女が両親をだましてパスポートを奪い、MySpaceで知り合ったヨルダンに住む20歳の男性に会いに行く事件が起こっている。
こうしたことから米英社会に、若者や子供がMySpaceに溺れることへの不安が広がり、MySpaceを含むソーシャル・ネットワーキング・サービスに対する規制法案がアメリカで議題に上るようになった。2006年6月末には下院で図書館や学校に対し未成年者にコンピュータからチャットルームやSNS（主にMySpace）にアクセスできなくするよう求める法案（Deleting Online Predators Act of 2006）が通過したが上院で審議は中断している。

### 12年分の楽曲データ消失
2019年3月15日、米MySpaceは2018年に行ったサーバ移行の際に、2003年から2015年の間にアップロードされた写真、ビデオ、およびオーディオファイルが失われたことを認めた。消えた楽曲は5000万曲以上にも及ぶと報じられた。音楽データのみならず、カバーアートやアイコンも同時に失われたため、復元が不可能になってしまった。